# Ключевые орнитологические территории

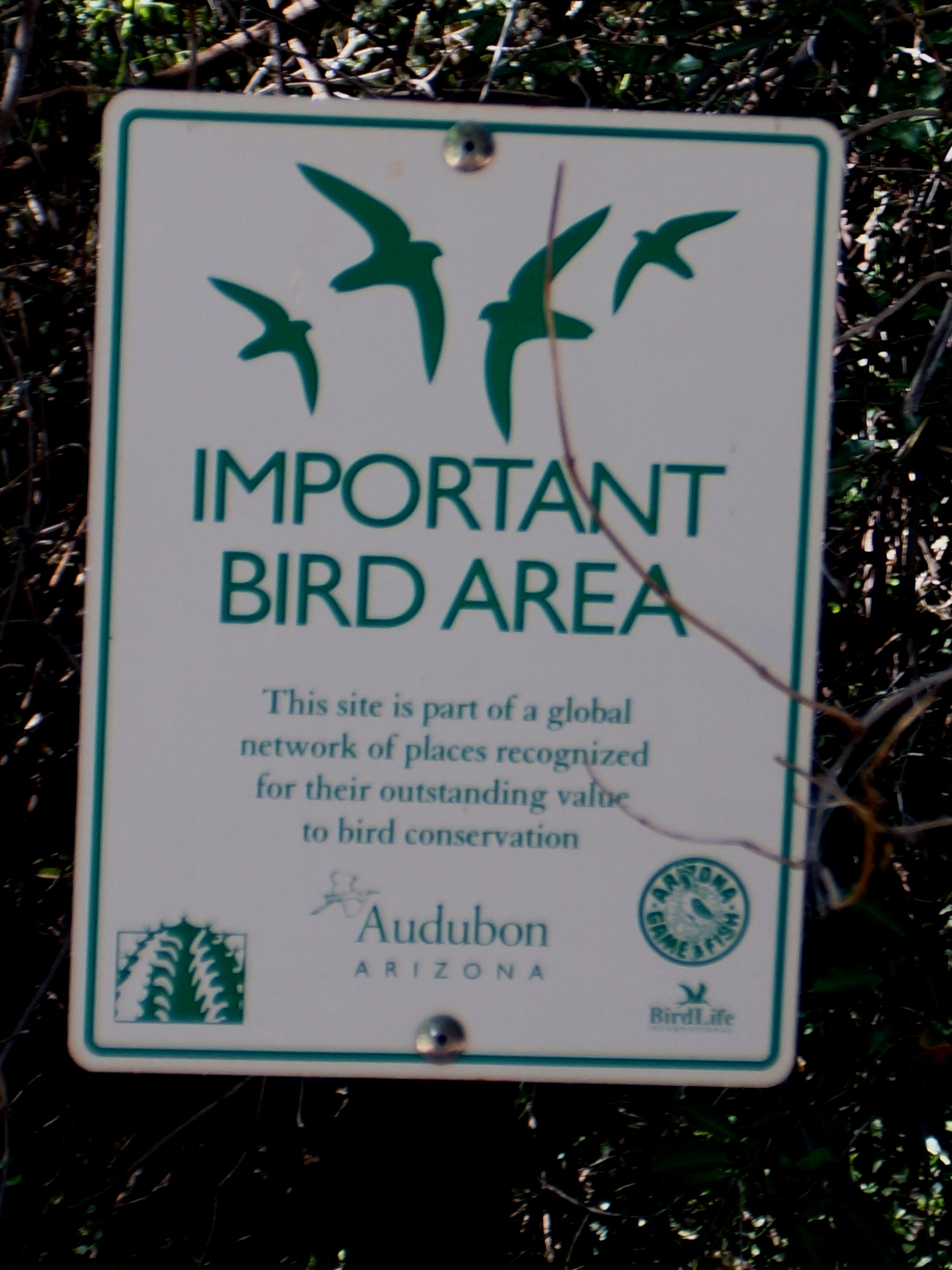
Знак ключевой орнитологической территории в Аризоне

Ключевы́е орнитологи́ческие террито́рии (англ. Important Bird Area) — местности, признанные важными для сохранения популяции птиц в рамках международной программы, созданной организацией BirdLife International. Эта программа была разработана в 1980-х годах и с тех пор поддерживается и распространяется BirdLife International. Существует около 13 000 таких территорий более чем в 170 странах; их характер, местоположение и орнитологическое значение весьма отличаются. Эти территории достаточно малы, чтобы включить их целиком в природоохранную зону.
Часто ключевые орнитологические территории являются частью существующей внутри государства сети охраняемых районов и поэтому охраняются в соответствии с национальным законодательством. Юридическое признание и защита ключевых орнитологических территорий, не состоящих в рамках существующих охраняемых районов, зависит от государства расположения. Некоторые страны имеют национальные стратегии сохранения ключевых орнитологических территорий, тогда как в других странах защита полностью отсутствует.
С 1994 года Союз охраны птиц России осуществляет программу по выделению ключевых орнитологических территорий России. Всего на конец 2014 года в России было описано более 1200 ключевых орнитологических территорий различного ранга, из которых более 700 имеют международное значение.

## Публикации
- Ключевые орнитологические территории России. Том 1. Ключевые орнитологические территории международного значения в Европейской России / Сост. Т. В. Свиридова; Под ред. Т. В. Свиридовой, В. А. Зубакина. — М.: Союз охраны птиц России, 2000. — 702 с. — ISBN 5-88587-149-3.
- Ключевые орнитологические территории России. Том 2. Ключевые орнитологические территории международного значения в Западной Сибири / Сост.: С. А. Букреев, Е. Д. Краснова, Т. В. Свиридова; Под общ. ред. С. А. Букреева. — М.: Союз охраны птиц России, 2006. — 334 с. — ISBN 5-8125-0845-3.
- Ключевые орнитологические территории России. Том 3. Ключевые орнитологические территории международного значения в Кавказском экорегионе / Сост. : С. А. Букреев и др.; Под ред. С. А. Букреева, Г. С. Джамирзоева. — М.: Союз охраны птиц России, 2009. — 302 с. — ISBN 978-5-8125-1342-9.